# Catostylus ornatellus
Catostylus ornatellus är en manetart som först beskrevs av Ernst Vanhöffen 1888.  Catostylus ornatellus ingår i släktet Catostylus och familjen Catostylidae. Inga underarter finns listade i Catalogue of Life.